# Santiago Huitlapaltepec
Santiago Huitlapaltepec är en ort i Mexiko, tillhörande kommunen Donato Guerra i sydvästra delen av delstaten Mexiko. Orten hade 1 766 invånare vid folkräkningen år 2010.